# Rokurokubi

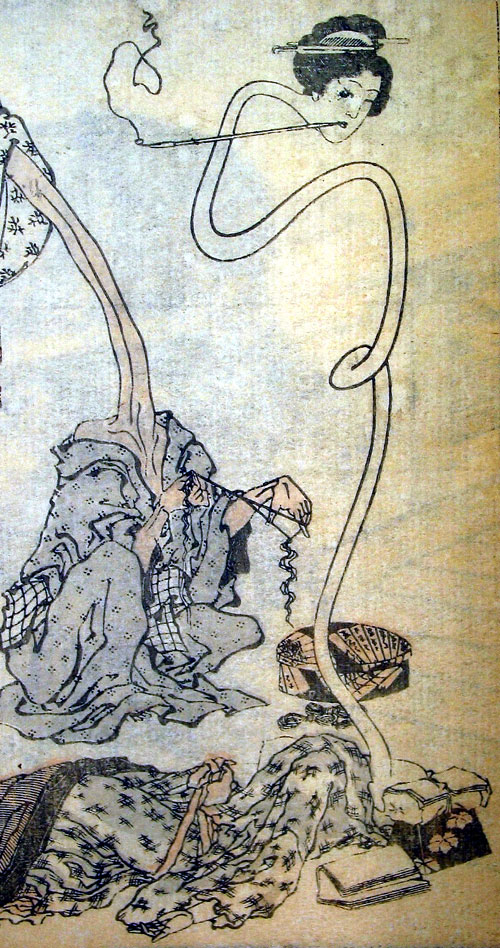
Un couple de rokurokubi, par Hokusai.

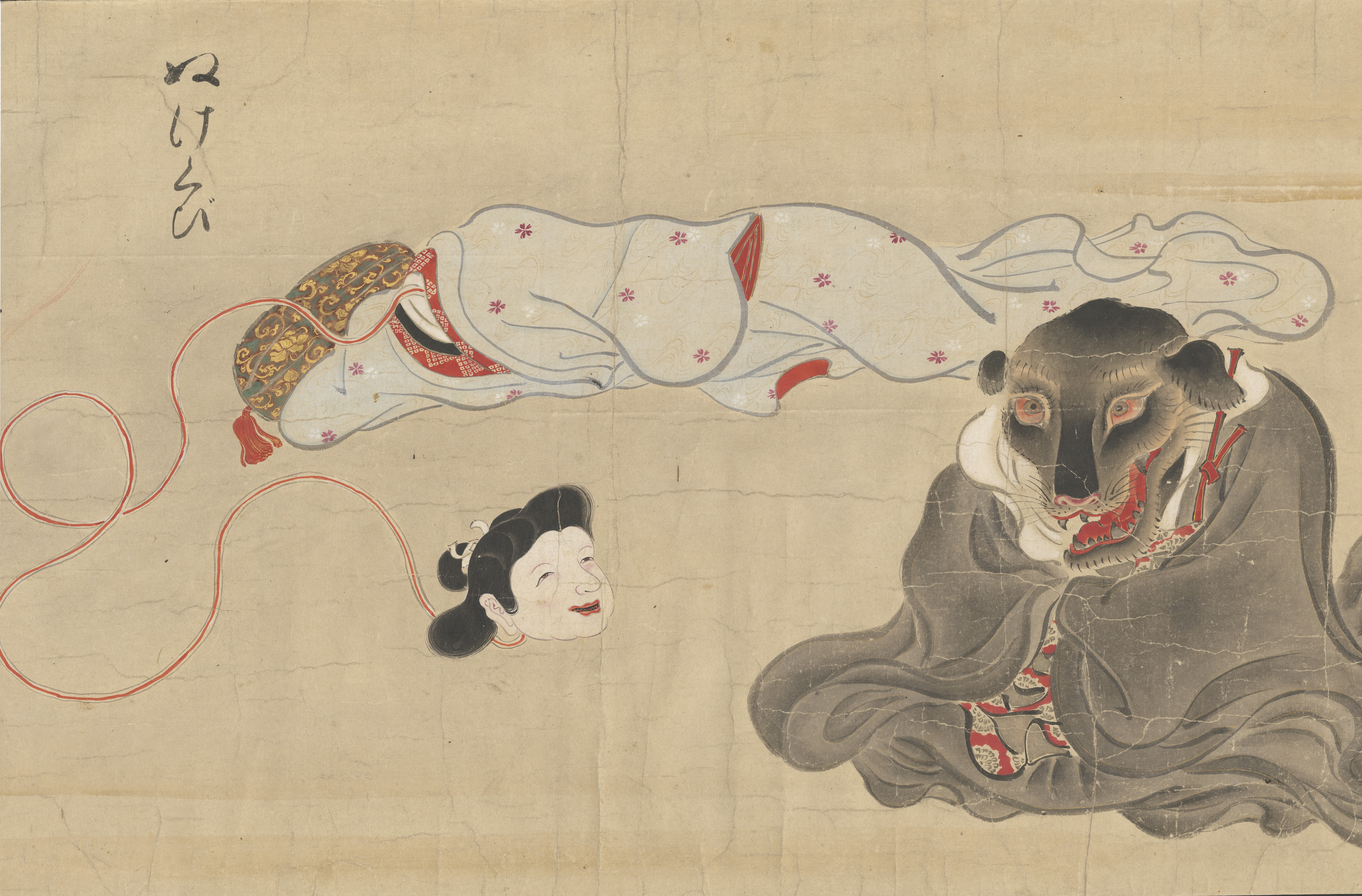
Nukekubi de Bakemono no e rouleau

Le rokurokubi (ろくろ首, 轆轤首) est une créature étrange de la mythologie japonaise, proche du nukekubi. Le jour, on dirait quelqu'un de tout à fait normal mais la nuit, son cou s'allonge. 
Un rokurokubi peut être soit un homme, soit une femme. Ainsi, ils jouent des tours aux humains durant la nuit en les espionnant, en les effrayant, en buvant l'huile des lampes…
Parfois, ils vont jusqu'à dévorer des personnes pendant leur sommeil. Les femelles attaquent beaucoup les hommes, et inversement. Cependant, les rokurokubi prennent parfois goût à leur vie et ont le désir de devenir des humains. Certains ne savent même pas qu'ils en sont un. Ils pensent que les méfaits qu'ils ont commis pendant la nuit n'étaient autres qu'un rêve. On peut remarquer une veine violette sur leurs cous.
Il en existe deux types : ceux dont les cous s'étirent et ceux dont les têtes se détachent et volent librement. Ils apparaissent souvent dans les kaidan et essais classiques, et sont souvent l'objet de représentations en yōkai mais il a également été souligné qu'ils peuvent avoir simplement été créés comme passe-temps pour inventer des histoires surnaturelles.

## Étymologie
Il existe plusieurs théories sur l'origine du mot rokurokubi :
- Le rokuro signifie un tour de potier[3] ;
- Comment un cou allongé ressemble au rokuro d'un puits (la poulie pour tirer le seau)[4],[5] ;
- Comment la poignée d'un parapluie semble s'allonger lors de l'ouverture du rokuro d'un parapluie (le dispositif utilisé pour ouvrir et fermer les parapluies)[4],[3],[6] ;

## Types derokurokubi
Ils n'ont pas l'air pas très différents des humains mais sont répartis en différents types, ceux dont les cous se détachent et flottent alentour et ceux dont les cous se prolongent anormalement.

### Lesrokurokubidont les têtes se détachent (nukekubi)
Il a été déterminé que ceux dont la tête se détache constituent le type original de rokurokubi. Ce type de rokurokubi effectue de mauvaises actions telles qu'attaquer les humains de nuit, boire leur sang, etc. Pour les rokurokubi dont la tête se détache, une théorie prétend que lorsqu'ils dorment (lorsque seule la tête vole alentour), ils ont cette faiblesse que si le corps se déplace, elle ne peut revenir où elle était auparavant. Dans les histoires classiques typiques de rokurokubi, lorsque sa tête se détache dans la nuit, quelqu'un d'autre peut en témoigner.

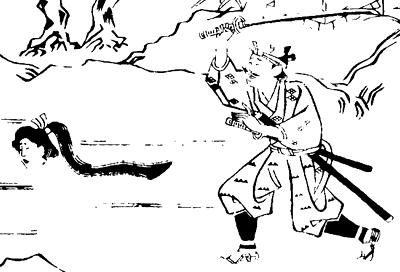
extrait du

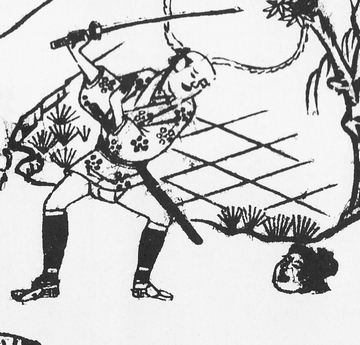
extrait du

Il y a aussi la théorie qui veut que si la tête se détache, l'âme se détache aussi du corps (somnambulisme) et dans le Sorori monogatari (曾呂利物語), sous le titre « Pensées sauvages errantes d'une femme » (女の妄念迷ひ歩く事, Onna no Mōnen Mayoiaruku Koto), un passage est interprété comme l'âme d'une femme qui se détache du corps pendant le sommeil. Dans le même livre, un homme rencontre une nukekubi qui change son apparence en un poussin et une tête de femme et quand il sort son épée et lui court après, la nukekubi fuit dans une maison et de là il est rapporté qu'une voix dit : « Je vis un rêve effrayant. J'ai été poursuivie par un homme avec une épée et me suis enfuie pour rentrer et me suis réveillée » (voir l'illustration).
Le Shokoku hyaku monogatari (諸国百物語) reprend beaucoup du Sorori monogatari et sous le titre « À propos de rokurokubi dans la province d'Echizen » (ゑちぜんの国府中ろくろ首の事, , Echizen no Kofuchuu Rokurokubi no Koto), se trouve l'histoire où un homme poursuit un nukekubi (qui est l'âme d'une femme détachée de son corps) tout du chemin jusque chez elle. Il est dit que cette femme, honteuse d'un crime, quitte son mari, rase ses cheveux et se suicide.
Dans l'essai de l'époque d'Edo intitulé Hokusō Sadan (北窻瑣談) de Tachibana Nankei (橘春暉), même ici, le phénomène est interprété comme une maladie où l'âme se détache du corps. Il y est présentée l'histoire survenue lors de la première année de ère Kansei où, dans la province d'Echigo (à présent préfecture de Fukui), une servante qui travaillait dans une maison, quand elle dormait, avait seulement la tête qui roulait hors de l'oreiller et se déplaçait sans se détacher du torse, mais il était plutôt expliqué que l'âme se détachait du corps pour prendre le forme d'une tête.
Dans le kaidan Kokon Hyaku monogatari Hyōban (古今百物語評判), qui a la caractéristique d'être un livre qui explique les contes de yōkai, sous le titre « Comment le prêtre Zetsugan a vu un rokurokubi à Higo » (絶岸和尚肥後にて轆轤首を見給ふ事, Zetsugan Oshō Higo nite Rokurokubi o Mitamō Koto) dans la province de Higo (de nos jours préfecture de Kumamoto),
il est rapporté une histoire de la façon dont la tête d'une femme d'une certaine auberge s'est détachée et a flotté en l'air et quand les choses sont revenues à la normale le lendemain, il y avait une ligne autour du cou de cette femme, et l'auteur de ce livre, Yamaoka Genrin, se référant à plusieurs exemples de choses qui sont écrites dans les livres chinois, propose l'interprétation que « comme ces sortes de choses ont souvent été observées en Asie du Sud-Est, et ne se limitent pas à la création des cieux et de la terre, il est difficile de les comprendre avec le sens commun ordinaire tel que l'idée que les poulpes ne possèdent pas d'yeux, et que ces choses sont du jamais vu dans la capitale, tout ce qui est étrange se trouve dans les pays lointains ». Par ailleurs, dans le village de Tawa à Nagao (en) dans le district d'Ōkawa de la préfecture de Kagawa (à présent Sanuki), dans le même livre et de la même manière, se trouve une légende d'une femme avec une ecchymose en forme d'anneau autour de son cou comme un rokurokubi. Également dans l'essai Churyō Manroku (中陵漫録), il est dit que dans le village des rokurokubi situé dans les recoins du mont Yoshino, tous les résidents sont des rokurokubi qui portent des foulards autour du cou, car ce sont des enfants et ils ont une ligne autour de leur cou quand cette écharpe est retirée.
Selon un essai paru dans le Kasshi Yawa (甲子夜話) de Matsura Seizan, dans la province de Hitachi, une femme était affligée d'une maladie incurable. Son mari ayant appris d'un quelconque colporteur que « le foie d'un chien blanc sera un remède miracle », il tue le chien de compagnie et fait manger le foie par sa femme comme médicament. Elle retrouve la santé mais le bébé fille née ensuite devient un rokurokubi. Alors, lorsque la tête est sortie et a volé en l'air, le chien blanc est apparu quelque part, a mordu la tête et l'a tuée.
Rokurokubi et nukekubi sont fondamentalement très souvent des femmes, mais dans l'essai Shousai Hikki (蕉斎筆記) de l'époque d'Edo, est rapportée l'histoire d'un nukekubi mâle. Dans un certain temple, alors que le prêtre dort la nuit, la tête d'une personne s'approche autour de sa poitrine et quand il l'attrape et la rejette, elle s'est va ailleurs. Le lendemain matin, le valet de chambre du temple demande à prendre congé et lorsqu'on lui en demande la raison, déclare : « La nuit dernière, une tête n'est-elle pas venue visiter? » Lorsqu'on lui répond qu'elle est venue, il dit « J'ai la maladie des nukekubi. Cela est incompatible avec mon service » puis retourne à son ancienne maison de la province de Shimōsa. Il a été déterminé que la maladie des nukekubi était courante à Shimōsa.
Dans l'essai Mimibukuro de Negishi Shizumori, une femme soupçonnée par la rumeur d'être une rokurokubi se marie mais comme il apparaît que la rumeur n'est finalement rien de plus qu'une rumeur, il est dit que par la suite elle est à même de mener une vie harmonieuse comme un couple marié. Comme ce n'était pas vraiment une rokurokubi, cette histoire sert comme une exception, parce que dans presque tous les contes relatifs aux rokurokubi tels que ceux mentionnés précédemment, la mauvaise fortune se fait jour une fois que sa véritable forme est dévoilée.
Dans l'encyclopédie Wakan Sansai Zue de l'époque d'Edo, les derniers originaires de Chine sont écrits 飛頭蛮 (« barbares aux têts volantes » et utilisent leurs oreilles comme des ailes pour voler et aussi mangent des insectes, mais il est spécifié que ceux de Chine et du Japon ne sont rien de plus que des étrangers.
Dans le conte Rokurokubi (en) de Lafcadio Hearn, ces nukekubi apparaissent également. Ils sont représentés comme faisant semblant d'être une famille de bûcherons qui vivent à l'origine dans la ville mais tuent et mangent les voyageurs.

### Lesrokurokubidont les cous s'allongent

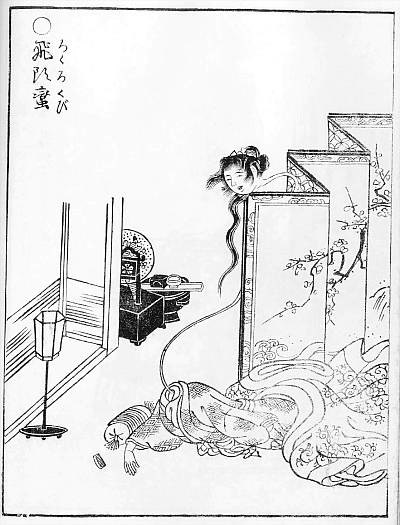
extrait du Gazu hyakki yagyō de Toriyama Sekien. Cependant, le « cou » ici représenté est une corde qui relie la tête au corps

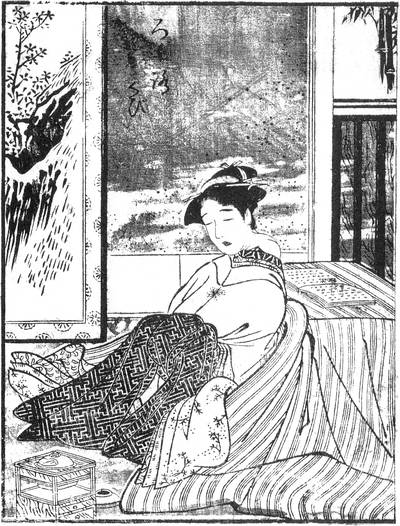
Rokuroubi extrait du de Jippensha Ikku

Les contes de type « quand les gens dorment, leurs cous s'étirent » commencent à apparaître au cours de l'époque d'Edo et poursuivent ensuite leur apparition dans la littérature avec des ouvrages tels que Buya Zokuda (武野俗談), Kanden Kōhitsu (閑田耕筆), Yasō Kidan (夜窓鬼談) etc.
Ce type de rokurokubi vient de légendes qui disent que les rokurokubi (nukekubi) possèdent un objet en forme de corde spirituelle (représentée dans les œuvres par des gens comme Toriyama Sekien) reliant la tête au torse, qui est alors confondu avec un cou allongé.
Dans le Kasshi Yawa (甲子夜話), le récit suivant est relaté: une servante est soupçonnée d'être une rokurokubi. Quand son maître veut vérifier cela pendant son sommeil, quelque chose ressemblant à de la vapeur s'élève progressivement de sa poitrine. Cette vapeur devenant de plus en plus épaisse, la tête de la servante disparaît juste sous les yeux du maître, le cou de cette dernière se levant et s'étendant. Remarquant peut-être la présence de son maître, la servante se retourne alors dans son lit, et son cou revient à la normale. Malgré le fait que cette servante était tout à fait ordinaire mis à part un visage plus pâle que la moyenne, son maître la congédia. Elle était toujours licenciée partout où elle allait et n'avait donc aucune chance de trouver un emploi. Ce Kasshi Yawa et le Hokusō Sadan déjà mentionné 
où les âmes qui délaissent les corps créent la forme d'un cou, ont parfois été interprétés comme un type d'ectoplasme dans les recherches psychiques.
Dans le yomihon Rekkoku Kaidan Kikigaki Zōshi (列国怪談聞書帖) de l'écrivain populaire Jippensha Ikku de la fin de l'époque d'Edo, les rokurokubi sont présentés comme provenant du karma humain. L'histoire est la suivante: un moine d'Enshū, nommé Kaishin, et une femme nommée Oyotsu s'enfuient ensemble. Oyotsu s'effondre à cause de sa maladie, et, l'argent venant à manquer pour le voyage, le moine la tue. Peu après, Kaishin retourne à la vie laïque, lorsque lui et une jeune fille rencontrée dans une auberge sont attirés l'un vers l'autre, finissant par dormir ensemble. Pendant la nuit, le cou de la jeune fille s'étire et son visage se transforme en celui d'Oyotsu, lui faisant part de son ressentiment. Kaishin, pris de remords, raconte tout au père de la jeune fille. Cela fait, le père se confie à son tour, lui révèle qu'il a également tué une femme par le passé, volé son argent et s'en est servi pour créer cette auberge. Sa fille, née après, en raison du karma, est naturellement devenue une rokurokubi. Kaishin intègre de nouveau la prêtrise bouddhiste et construit une tombe pour Oyotsu qui est appelé le tumulus rokurokubi (ろくろ首の塚, Rokurokubi no Tsuka), qui raconte l'histoire aux futurs voyageurs.
Il existe aussi des rokurokubi qui ne sont pas des yōkai, mais plutôt des hommes avec un type de condition corporelle anormale. L'essai Kanden Kōhitsu de l'époque d'Edo par Ban Kokei donne l'exemple d'une histoire se passant à Shin Yoshiwara où le cou d'une geisha s'étire pendant le sommeil, déclarant qu'il était une condition du corps où son cœur allait se détacher et le cou serait étiré .
Les traditions orales font aussi la part belle à la estion des rokurokubi: par exemple, sur une ancienne grand-route entre le village d'Iwa et Akechi dans la préfecture de Gifu, il est dit qu'un serpent s'est métamorphosé en un rokurokubi. De même, selon une tradition orale de Koikubo à Iida dans la préfecture de Nagano, on dit qu'un rokurokubi est apparu dans la maison de quelqu'un.
Au cours de l'ère Bunka, l'histoire kaidan suivante est devenue populaire: une prostituée se met au lit avec des invités et, lorsque ceux-ci se sont endormis, son cou s'étire doucement et lèche l'huile des lanternes en papier; il a donc été dit des rokurokubi qu'ils étaient des choses en lesquelles les femmes se transformaient, ou un type de maladie étrange. Également au cours de cette période, les rokurokubi ont gagné beaucoup en popularité, comme quelque chose que l'on montrait lors de spectacles de monstres. Selon le Shohō Kenbunroku (諸方見聞録), en 1810 (ère Bunka 7) une société de spectacle de monstres dans une partie d'Edo disposait effectivement d'un homme avec un long cou célébré comme un rokurokubi.
Même au cours de l'ère Meiji circulent des contes de rokurokubi. Au milieu du XIXe siècle, il se disait qu'un couple d'une famille de marchands du village de Shibaya près du bourg d'Ibaraki dans la préfecture d'Osaka était tous les soirs témoin de l'allongement du cou de leur fille et que rien n'y faisait, même l'appui sur les préceptes du shinto et du bouddhisme. Les gens de la ville venant également assister au spectacle, le couple ne peut supporter cela plus longtemps et disparaît en ne laissant aucune indication sur leur destination.

## Contes similaires ailleurs qu'au Japon
Le type de rokurokubi dont les cous se séparent du reste du corps passe pour venir du yōkai chinois, le hitōban (飛頭蛮), yōkai dont les têtes se séparent du corps et flottent alentour. En outre, la caractéristique précitée d'avoir une ligne autour de leur cou est aussi quelque chose qu'ils ont en commun avec les hitōban chinois. De la même façon, il existerait en Chine un yōkai appelé le rakutō (落頭) dont la tête se détacherait nettement du corps pour voler alentour, et quand sa tête flotte, seul le torse reste dans le futon. Selon une histoire racontée durant la période des Trois Royaumes, le général Zhu Huan (en) du royaume de Wu  employait une servante qui était une rakutō. On rapporte qu'il utilisait ses oreilles comme des ailes pour voler. De même, à l'époque des Qin, il y avait au sud des tribus appelées rakutōmin (落頭民) dont on disait qu'elles étaient capables de voler avec leurs seules têtes.
Il existe des légendes de Ponti An à Bornéo dans l'Asie du Sud-est et des légendes de penanggalan en Malaisie, où la tête flottait avec les entrailles attachées. Par ailleurs, le chonchon (en) d'Amérique du Sud prend également l'apparence d'une tête humaine volant dans l'air et aspire la vie hors des personnes.
Tada Katsumin un chercheur de yōkai, indique que depuis l'époque de Muromachi ou la période Azuchi Momoyama, quand le commerce avec la Chine méridionale et l'Asie du Sud s'est développé, ces légendes en provenance de l'étranger sont arrivées au Japon et quand la politique de sakoku a été adoptée à l'époque d'Edo, on a observé l'apparition parmi les yōkai japonaise originaux de la légende des rokurokubi.

## Apparitions autres que dans les contes

### Spectacles de magie
Il s'agit d'un tour de magie utilisant des rideaux et des poupées grandeur nature (sans tête), et selon la classification moderne, c'est un type de truc corporel. Selon les documents dont on dispose, une poupée portant un kimono et assise en seiza est posée en face du rideau et un faux long cou est installé derrière le rideau tandis que le visage d'une vraie femme - qui ne montre que son visage - est relié à une corde. Comme la femme cache son corps derrière le rideau, le faux cou s'étire et se contracte, donnant l'impression que la femme est une véritable rokurokubi. Des explications et photos divulguant cette astuce sont parues dans les magazines de l'ère Meiji et l'on sait donc que ce tour se pratiquait au XIXe siècle. Selon les érudits de cette époque, c'était une période où les phénomènes mystérieux étaient sérieusement exposés de façon scientifique et le dévoilement du secret des rokurokubi doit se comprendre dans le contexte de cette période. Même au cours de l'ère Taishō, il existait aussi une entreprise de spectacle semblable d'exposition des rokurokubi dans des tentes de démonstration lors des festivals de temples et de sanctuaires ainsi que dans les foires des temples, spectacles qui connaissaient une grande popularité.
Il existe aussi des tours de magie corporels similaires en dehors du Japon et comme ils consistent à attraper leurs propres têtes comme elles tombent de leurs propres mains (en Irlande les fées dullahan par exemple), des tours de magie similaires ont été organisés dans divers pays et utilisés dans les expositions.

### Animeet mangas

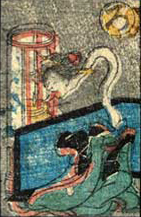
Une rokurokubi représentée sur une carte du jeu obake karuta du XIXe siècle

- Chuda Chiaki dans Legend of the Five Rings est un rokurokubi.

- Dans le manga/anime Youkai Watch, le personnage Rokurokubi fait partie d'un trio de yōkai classiques.

- Dans le manga/anime YuYu Hakusho, la main droite de Raizen, qui est envoyé pour récupérer Yusuke Urameshi, Hokushin, est montrée être en mesure d'étirer son cou et son corps sur de grandes longueurs.

- Miki Hosokawa dans le manga/anime Jigoku Sensei Nūbē est un rokurokubi.

- Des Rokurokubi paraissent dans le film Pompoko au cours de la scène de l'« Opération Spectre ».

- Inuyasha, dans la série InuYasha, se bat avec Spider Head, probablement inspiré par le rokurokubi.

- Dans la série d'anime/manga Naruto, Orochimaru emploie une technique appelée « douce modification physique » par laquelle il peut étendre et plier les différentes parties de son corps d'une manière similaire à la rokurokubi.

- Dans la série d'anime/manga Rosario + Vampire, l'un des étudiants est montré comme étant un rokurokubi.

- Dans le manga Tokimeki Mononoke Jogakkou, l'unique professeur montré est nommé comme étant un rokurokubi.

- La série Touhou compte un personnage nommé Sekibanki, qui est déclaré être un rokurokubi mais qui a la capacité de détacher complètement la tête, la rendant encore plus semblable à un nukekubi (bien que ses attaques utilisent de longues, constriction de chaînes de balles qui représentent probablement un cou de rokurokubi). Le titre de sa chanson de thème et du dialogue de l'un des personnages-joueurs se réfèrent en outre à elle comme une dullahan.

- Rokka Ayatsuji dans le manga Youkai Shoujo Monsuga est un rokurokubi.
- Dans le film Miss Hokusai (Sarusuberi), le peintre Katsushika Hokusai et sa fille O-Ei assistent à l'allongement du cou d'une courtisane à qui cela arrive chaque nuit dans son sommeil. Elle est une rokurokubi et en est consciente. En effet, pour empêcher sa tête de vagabonder et d'entreprendre des mauvaises actions sans qu'elle en soit avertie, elle entoure son futon d'une moustiquaire ; ainsi, même si son cou s'allonge de manière significative, sa tête ne peut aller bien loin et se rattache donc à son corps. Elle place également des clochettes aux extrémités de son coussin, afin qu'elles sonnent lorsque le cou s'allonge. C'est ce bruit qui prévient Hokusai et sa fille que le spectacle commence. Pour pouvoir assister à ce phénomène rare, le peintre invente une histoire et dit à la courtisane que ses mains avaient l'habitude de s'allonger chaque nuit et de parcourir le monde, à la manière des cous des rokurokubi.